# نيت كولينز
نيت كولينز (بالإنجليزية: Nate Collins)‏ هو لاعب كرة قدم أمريكية أمريكي، ولد في 14 ديسمبر 1987 في وايت بلينس في الولايات المتحدة.

## وصلات خارجية
- نيت كولينز على موقع مرجع كرة القدم المحترفة.كوم (الإنجليزية)